# Hviderussere
Hviderussere (hviderussisk: беларусы, russisk: белору́сы) er et slavisk folkeslag, der for størstedelen bor i Hviderusland, men med store mindretal i nabolandene Rusland, Ukraine, Polen og Litauen samt spredt ud over det gamle Sovjetunionen.

## Sprog
Hviderussere taler hviderussisk og russisk, som er tætforbundne slaviske sprog i den indoeuropæiske sprogfamilie. Mens modersmålet for hviderussere er hviderussisk, taler de fleste også russisk, og bruger det ofte som dagligdagssprog, specielt i hovedstaden Minsk samt andre større byer.[kilde mangler]
Både hviderussisk og russisk skrives med det kyrilliske alfabet, der blev opfundet af de græske missionærer Sankt Kyrillos og Methodios i 900-tallet. Der er dog små varianter på det hviderussiske og russiske kyrilliske alfabet.

## Etymologi
Benævnelsen “russer” (kyrillisk: русские, tr. russki) stammer fra det gamle folkeslag rus, der anses som forfædre for både russere, hviderussere og ukrainere. Derimod er oprindelsen af “rus” omstridt. To sprogforskere, Vilhelm Thomsen fra Danmark og den tysk-russiske Ernst Eduard Kunik, står bag den hypotese, der har opnået størst accept.[kilde mangler] Ifølge hypotesen stammer "rus" fra finsk, der anvender deres benævnelse for Sverige (finsk: Ruotsi) om det russiske folk.[kilde mangler] Sikkert pga. den tidlige forbindelse mellem skandinaviske vikinger og russerne omkring Kijev.
Oprindelsen af præfikset "hvide" er også noget usikker. Eventuelt kan det hænge sammen med, at de tidlige russiske regenter havde hvidfarvede kåber for at afskille sig fra de tidligere romerske, (som bar lilla) og byzantinske ledere (rødt). Alternativt kan det referere til de fire farver for kompasretningerne brugt i mange centralasiatiske kulturer, hvor hvid indikerer vest.[kilde mangler]

## Historie
Det hviderussiske folks tidlige historie begynder med slaviske folkeslags emigration og ekspansion ud i Østeuropa i løbet af 500 til 700-tallet. De tidlige østslaviske stammer bosatte sig i det nuværende Hviderusland, Rusland og Ukraine, hvor de blandede sig med og assimilerede eksisterende folkeslag, bl.a. de baltiske stammer jotvingerne, Dneprbaltere i Hviderusland, finner i Rusland og steppenomader i Ukraine. Den tidlige etniske integration med andre folkeslag hjalp med til den gradvise differentiering af de tre østslaviske folkeslag. Hviderusserne stammer sandsynligvis fra en sammenblanding af de tre østslaviske stammer krivichi, Drehovichi og radmichi samt flere forskellige baltiske stammer,[kilde mangler] specielt i den vestlige og nordvestlige del af vore dages Hviderusland.[kilde mangler]
Hviderussere (østslaverne) var på dette tidspunkt hedninger og animister, deres økonomi var baseret på landbrug og handel med landbrugsvarer, vildt, pels, honning, bivoks og rav.[kilde mangler]
I løbet af 800 og 900-tallet oprettede skandinaviske, hovedsageligt svenske, vikinger handelsruter med det byzantinske rige, der gik igennem hviderussiske områder. I denne periode blev de hviderussiske folkeslag regeret af skandinaviske vikingekonger. De blandede østslaviske/skandinaviske riger, (kijevriget), allierede sig med Østrom mod bulgarske nomadestammer, der på dette tidspunkt overstrømmede regionen. Gennem alliancen med det kristne, byzantinske rige blev der åbnet for en kristen omvendelse af de hedenske hviderussere.
Hviderussere ser deres historiske rødder i Storfyrstendømmet Litauen og videre tilbage til kijevrusserne. I det 1200-1700-tallet kendtes hviderusserne hovedsageligt under benævnelsen russisk: Русины, tr. rusiny, på dansk også kendt som rutenere eller litvins, litauere. Litauer kommer af det litauiske storfyrstendømme, de var en del af. Fra starten af 1800-tallet blev de hviderussiske folkeslag underlagt det Russiske Kejserrige.[kilde mangler]
Efter første verdenskrig levede hviderussere med varierende grad af selvstændighed. Først som den kortlivede Hviderussiske nationale republik (1918 – 1919) og derefter som den sovjetiske republik Hviderussiske SSR (1919 – 1991). Efter Sovjetunionens opløsning i 1990'erne fik Hviderusland fuld selvstændighed i 1991.
I forhold til befolkningsstørrelsen led det hviderussiske folk destørste tab under anden verdenskrig. Omkring en fjerdedel af folket gik tabt under krigen, hundredtusindvis blev deporteret som slavearbejdere, 9.200 landsbyer og 1,2 millioner huse blev ødelagt. I større byer som Minsk og Vitebsk blev over 80% af alle huse ødelagt. Alligevel formåede hviderusserne at føre en effektiv guerillakrig mod de nazistiske besættelsestropper.

## Religion
Langt størstedel af hviderussere er kristne. Omkring 80% græsk ortodokse og 20% katolikker.[kilde mangler]
- Maksim Bahdanovich, digter og journalist (1891 – 1917)
- Vasil Bykov, forfatter (1924 – 2003)
- A. Pashkevich
- Adam Mickiewicz, digter og forfatter (1798 – 1855)
- Marc Chagall, fransk/hviderussisk maler (1887 – 1985)
- Moshe Maimon, hviderussisk/jødisk maler (1860 – 1924)
- Yehuda Pen, hviderussisk/jødisk maler (1854 – 1937)